# Blechnum bakeri
Blechnum bakeri är en kambräkenväxtart som beskrevs av Carl Frederik Albert Christensen. Blechnum bakeri ingår i släktet Blechnum och familjen Blechnaceae. Inga underarter finns listade.